# 로저 그레이
로저 그레이(Roger Gray, 1881년 5월 26일 ~ 1959년 1월 20일)는 미국의 배우이다.
오마하에서 태어났으며 로스앤젤레스에서 사망하였다.

## 영화
- 싱가폴 가는 길 (1940년)
- 서부의 사나이 (1940년)
- 레이디스 프럼 켄터키 (1939년)
- 스파이더스 웹 (1938년)
- 데이 원트 포겟 (1937년) - 바버삽 커스터머 역
- 싱잉 키드 (1936년)
- 분노 (1936년)
- 바르바리 해안 (1935년)
- 메리 위도우 (1934년)
- 조지 화이트의 스캔달 (1934년)
- 컴 온 마린스 (1934년)
- 히트 더 덱 (1930년)